# Hello Kitty’s Animation Theather
Hello Kitty’s Animation Theather – seria bajek z 2000 roku, na podstawie popularnych baśni ostatnich lat Hansa Christiana Andersena, braci Grimm i innych autorów z całego świata. Obecnie bajki są dostępne na cda i na DVD. Serial przetłumaczono na wiele języków, w tym angielski i polski.

## Fabuła
Serial opowiada o przygodach kotki Kitty i jej przyjaciół w roli postaci z popularnych baśni ostatnich lat. Od ,,Królowej Śniegu'' po „Bambusową Księżniczkę” oraz od „Kopciuszka” po „O chłopcu, który krzyczał „Wilk!””. Postaci uczą dzieci postawy społecznej, zabawy i unikania przemocy. Pełen śpiewu, zabawy i wzruszeń serial, który z pewnością pokocha każde dziecko w każdym wieku. 

## Postaci
Osobny artykuł: Postaci z Hello Kitty's Animation Theather

## Wersja oryginalna[1]
- Melissa Fahn - Kitty
- Laura Summer - Mimi
- Tony Pope
- Jenniifer Darling

## Wersja Polska
Reżyseria: Dobrosława Bałazy
Dialogi polskie: Agnieszka Farkowska
Dźwięk i montaż: Renata Wojnarowska
Kierownictwo produkcji: Romuald Cieślak
Teksty piosenek: Bogusław Nowicki
Opracowanie muzyczne: Eugeniusz Majchrzak
Wystąpili:
- Magdalena Krylik
  - Kitty
  - Babeczka
  - Inne postaci
- Agnieszka Fajlhauer
  - Mimi
  - Kitty (w niektórych odcinkach)
  - Foczka Willa
  - Rożek
  - inne postaci
- Grzegorz Drojewski
  - Jack
  - Daniel
  - Pekkle
  - inne postaci
- Joanna Wizmur
  - Purin
  - Lektor

- i inni

## Spis odcinków
| Numer serii      | Nr. | Tytuł                                 |
| ---------------- | --- | ------------------------------------- |
| 1 seria (na DVD) | 1   | ,,Kopciuszek''                        |
| 1 seria (na DVD) | 2   | ,,Mądry Kaczorek''                    |
| 1 seria (na DVD) | 3   | ,,Bambusowa Księżniczka''             |
| 1 seria (na DVD) | 4   | ,,Nowe szaty cesarza''                |
| 2 seria (na DVD) | 5   | ,,Królowa Śniegu''                    |
| 2 seria (na DVD) | 6   | ,,Trzy małe świnki''                  |
| 2 seria (na DVD) | 7   | ,,Królewna Śnieżka''                  |
| 2 seria (na DVD) | 8   | ,,O chłopcu, który krzyczał ,,Wilk!'' |
| 3 seria (na DVD) | 9   | ,,Aladyn i Magiczna Lampa''           |
| 3 seria (na DVD) | 10  | ,,Dziewczynka z zapałkami             |
| 3 seria (na DVD) | 11  | ,,Jaś i magiczna fasola''             |
| 3 seria (na DVD) | 12  | ,,Ośle uszy króla''                   |
| 3 seria (na DVD) | 13  | ,,Dzikie łabędzie''                   |
| 4 seria (na DVD) | 14  | ,,Jaś i Małgosia''                    |
| 4 seria (na DVD) | 15  | ,,Czerwony kapturek''                 |
| 4 seria (na DVD) | 16  | ,,Calineczka''                        |
| 4 seria (na DVD) | 17  | ,,Północny wiatr i słońce''           |
| 5 seria (na DVD) | 18  | ,,Śpiąca Królewna''                   |
| 5 seria (na DVD) | 19  | ,,Mrówki i konik polny''              |
| 5 seria (na DVD) | 20  | ,,Witaj kotku Momotaro''              |
| 5 seria (na DVD) | 21  | ,,Żółw i Zając''                      |
| 6 seria (na DVD) | 22  | ,,Dziadek do orzechów''               |
| 6 seria (na DVD) | 23  | ,,Wiejska mysz i miejska mysz''       |
| 6 seria (na DVD) | 24  | ,,Kot w butach''                      |
| 6 seria (na DVD) | 25  | ,,Pekkle - brzydkie kaczątko''        |
| 6 seria (na DVD) | 26  | ,,Złoty i srebrny''                   |